# Vezzolacca
Vezzolacca (Sulàca in dialetto piacentino) è una piccola frazione del comune italiano di Vernasca nell'alta val d'Arda in provincia di Piacenza. Non molto popolato in inverno, si calcolano un'ottantina di unità, riprende vita in estate dove raggiunge picchi di 300 abitanti.

## Geografia fisica
Situata a 635 m s.l.m. si trova ai piedi dei monti Lucchi (947 m), Piastra (923 m) e Palazza (911 m) a sud del lago di Mignano. Dista 55 km a sud del capoluogo provinciale e 65 km a nord-est con Parma, è raggiungibile attraverso due itinerari: da Lugagnano Val d'Arda con un bivio lungo la strada che costeggia il lago e dalla strada che da Vernasca porta al passo del Pellizzone con un bivio poco prima della località Luneto. Il paese è circondato da boschi tipici del medio Appennino: faggete, castagneti, rovereti.

## Storia

### Antichità e Medioevo
Il territorio comunale di Vernasca, abitato fin dal Neolitico, era occupato dai Liguri: tracce di castellieri sono state trovate a Rocchetta di Carameto, Casali di Morfasso e a Settesorelle, non lontano da Vezzolacca. Le tribù liguri vennero assoggettate dai Romani, poco prima della metà del II secolo a.C., dopo una lunga resistenza.
Molte delle notizie inerenti alla storia medievale di Vezzolacca sono contenute negli Estimi farnesiani del 1577, conservati all'Archivio di Stato di Piacenza. Intorno all'anno 1300, la valle circostante l'odierna frazione, probabilmente un piccolo villaggio intorno la sua già esistente chiesa di Sant'Alessandro, costituiva una comunità con una certa autonomia amministrativa anche se sottoposta ad un controllo politico del Libero comune medievale di Piacenza. Risulta che a volte avesse condiviso come proprio capo politico anche il podestà di Castell'Arquato. Il centro amministrativo e giuridico ricadeva nel castello di Sperongia (oggi una frazione di Morfasso), con un palazzo comunale che risolveva la giustizia ordinaria. Sempre nel Trecento risulta che le terre, i boschi e pascoli tra Vezzolacca e la località Settesorelle fossero di diritto ad usufrutto comune dei loro abitanti.
Un'autorità importante dell'Alta Val d'Arda, nei primi secoli medievali, fu l'Abbazia di Val Tolla dell'odierna frazione di Monastero (sempre nel comune di Morfasso) che intorno al XIV secolo perse il suo potere giurisdizionale sul territorio, pur mantenendo una limitata autorità. Nel 1370 l'antica Val Tolla e Vezzolacca furono sottomesse formalmente alla Signoria di Milano, che già governava Piacenza.

### Età contemporanea
Tra il 24 e il 27 maggio 1944, Vernasca e il vicino comune di Morfasso vennero liberati dalle formazioni partigiane e Vezzolacca venne così a trovarsi in una delle prime zone liberate dal nazifascismo.

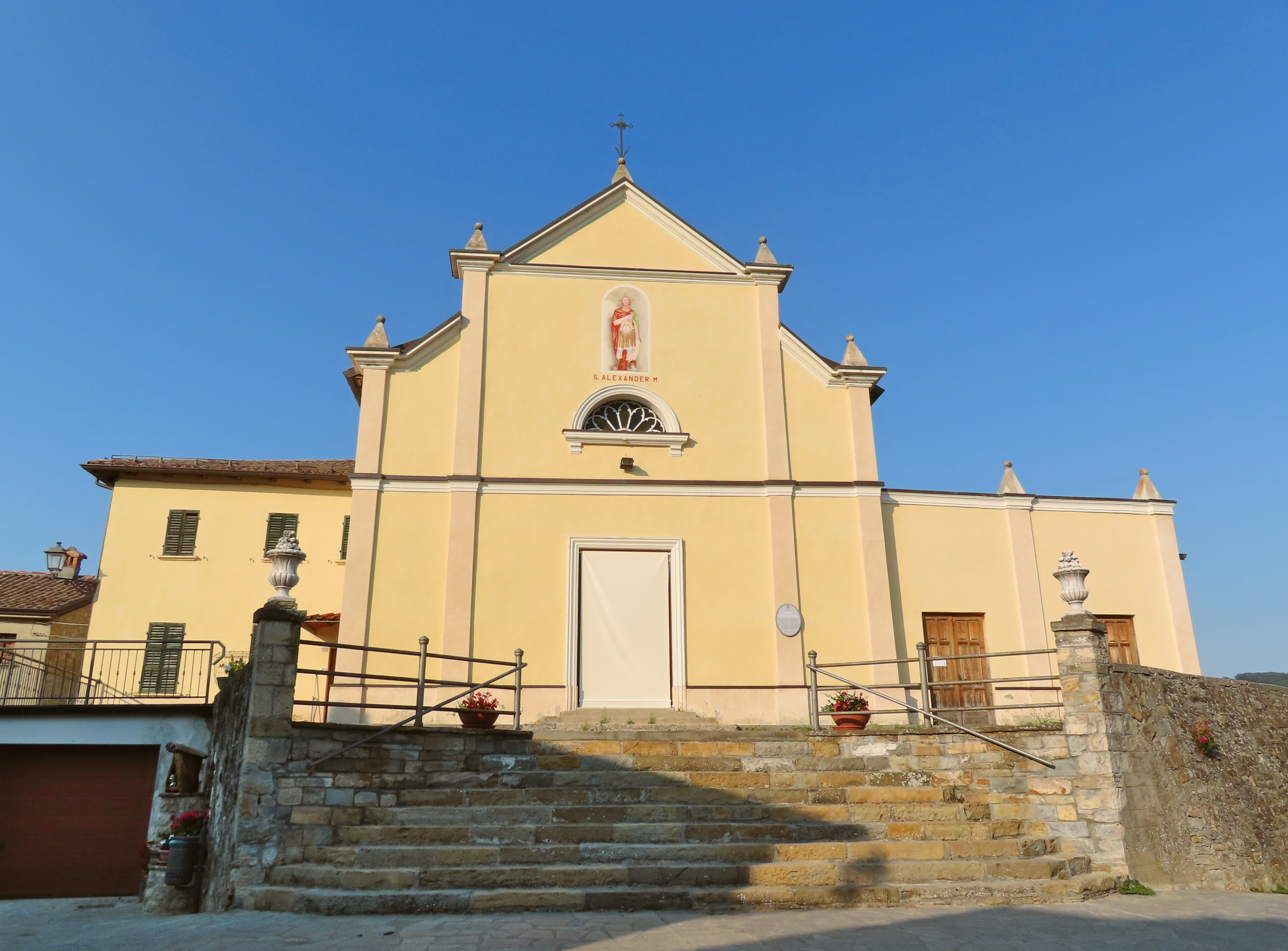
Chiesa di Sant'Alessandro Martire

## Cultura

### Architettura e abitato
L'edificio più importante è la chiesa di Sant'Alessandro, edificata tra il 1784 e il 1785, che sorge sui resti di una delle chiese più antiche della valle. L'ubicazione dei nuclei abitati, che formano attualmente il paese, è rimasta quasi immutata dal XIII secolo e la frazione è ricca di costruzioni tipiche in sasso locale e con il tetto in "ciappe". Altra caratteristica, unica nel suo genere a livello locale, sono le oltre dieci cappellette votive sparse nel piccolo abitato. Vezzolacca, sebbene di esigue dimensioni, si compone di numerosi "quartieri". Dai Bravi, un gruppo di case separato dall'abitato principale fino a Cà dal Prà passando per Sala, Cà d'l'Agù, i Pelazzi, il Poggio (intorno alla chiesa), Villa Cucchi, il Prè, Cà d'Bureia, Cà di Mutt (Case dei Mutti), percorrendo la strada principale ad anello in senso antiorario.

### Eventi
Vede a calendario, numerose iniziative da parte della locale pro-loco, non solo festive, ma anche di rivalutazione dei prodotti del territorio.
Esempio il riconoscimento della torta di patate e della castagna tipica vezzolacchina: "La Bionda" tutti e due inseriti nella lista Prodotti agroalimentari tradizionali italiani D.L. 173/98, art. 8 la lista aggiornata è consultabile su sito della regione Emilia-Romagna. 
La Festa della Patata è l'evento locale più famoso e si tiene quasi senza interruzione ogni terzo fine settimana di agosto dal 1977, quando fu istituita. Oggi attrae migliaia di persone da tutta la provincia e da quelle limitrofe.
La Festa della Castagna è un altro evento della frazione che si tiene ogni autunno dal 2005 dal forte richiamo popolare, nata proprio per il successo della Festa della Patata. Si tiene solitamente l'ultima domenica di settembre.